# José Nájera
José Manuel Nájera (Cartagena, Bolívar, Colombia; 3 de septiembre de 1988) es un exfutbolista colombiano. Juega de mediocampista.

## Selección nacional
Fue convocado una vez por el cuerpo técnico de la Selección Colombia para actuar unos minutos en partido amistoso que se jugó en Estados Unidos.

## Clubes
| Club                 | País                | Año                 | Partidos | Goles |
| -------------------- | ------------------- | ------------------- | -------- | ----- |
| Real Cartagena       | Colombia            | 2005-2012           | 175      | 37    |
| La Equidad           | Colombia            | 2013-2014           | 52       | 3     |
| Mineros de Guayana   | Venezuela           | 2015                | 3        | 0     |
| Atlético Bucaramanga | Colombia            | 2015- 2016          | 13       | 1     |
| Unión Comercio       | Perú                | 2016- 2017          | 2        | 0     |
| Bogotá F.C.          | Colombia            | 2018                | 8        | 2     |
| Real Cartagena       | Colombia            | 2019                | 6        | 0     |
| Total en su carrera  | Total en su carrera | Total en su carrera | 259      | 43    |

## Palmarés

### Campeonatos nacionales
| Título    | Club                 | País     | Año  |
| --------- | -------------------- | -------- | ---- |
| Primera B | Real Cartagena       | Colombia | 2008 |
| Primera B | Atlético Bucaramanga | Colombia | 2015 |

### Distinciones individuales
- Segundo Goleador Histórico del Real Cartagena.
- Jugador con más partidos disputados en el Real Cartagena.